# Pisanello

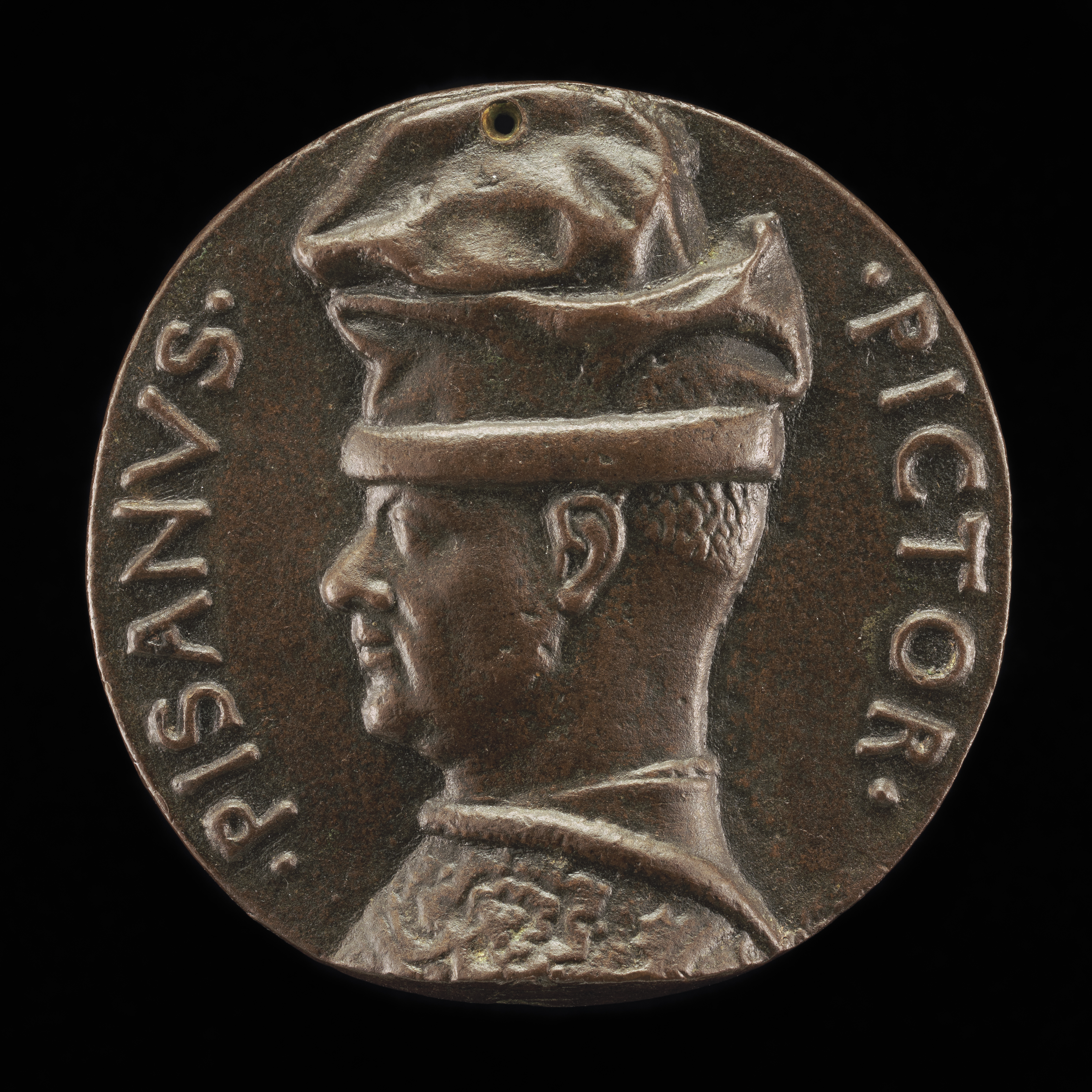
Medalj föreställande Pisanello

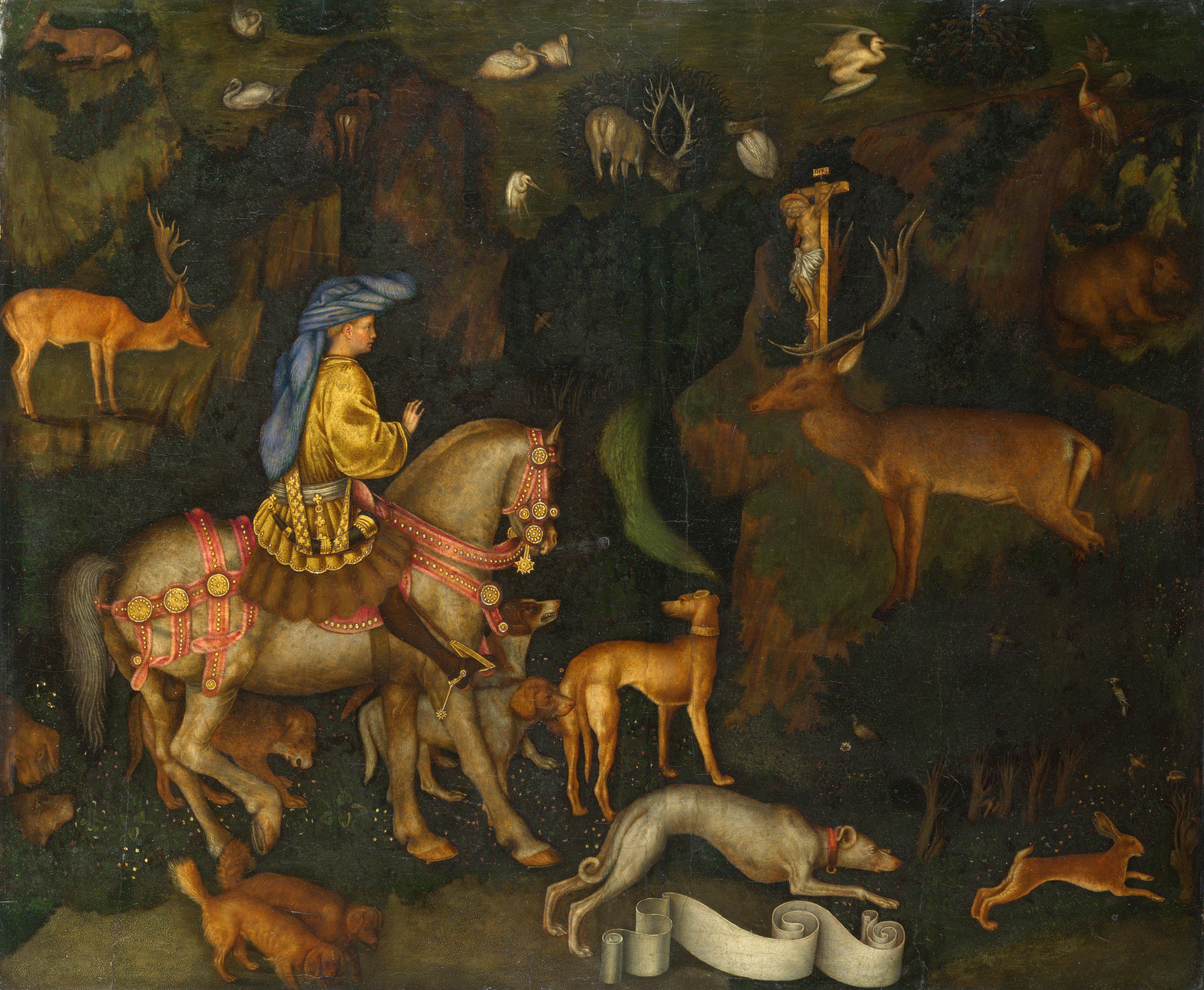
Pisanello – ”Sankt Eustachius vision” (cirka 1440). National Gallery, London

Pisanello, egentligen Antonio di Pucci Pisano, född före november 1395 i Pisa, död 1455 i Rom, var en italiensk målare och medaljgravör under ungrenässansen. 

## Biografi
Pisanello fick sin utbildning i Verona under Altichiero da Zevio och Stefano da Zevio han kom tidigt i beröring med det fransk-burgundiska bokmåleriet och Gentile da Fabrianos konst. 
Pisanello var främst verksam i Venedig och Verona men vistades 1422 i Mantua, 1431-32 i Rom, 1439-41 i Milano och 1448 i Neapel.
Han var banbrytande inom återgivandet av realistiska djur. Sin främsta insats gjorde hon dock som introduktör av medaljen som konstform. Den första av hans omkring 25 bevarade medaljer är gjuten 1438-1439 över den  Östromerska/Bysantinska kejsaren Johannes VIII Palaiologos vid dennes besök i Ferrara. Bland hans övriga medaljer, till största delen över samtida furstliga personer, märks de över Lionello d'Estes bröllop, Cecilia Gonzaga och kung Alfons V av Aragonien. Pisanellos averser utgör en kraftfullt karakteriserande porträttkonst. Reverserna har genom sin symboliska kommentar till framsidesbilderna och sin på det väsentliga inriktade formgivning blivit förebilder för senare tider medaljkonst.
Pisanellos verk uppvisar en minutiös och detaljerad återgivning av verkligheten. Sankt Eustachius vision är ett utmärkt exempel på Pisanellos naturalism, hans sätt att återge ridderskapets ståt och hans beundran för naturen. De flesta av Pisanellos fresker har olyckligtvis gått förlorade.